# HD 65522
HD 65522，又名BD+13 1811，SAO 97445、HR 3115，是一颗恒星，视星等为6.02，位于銀經208.4，銀緯20.99，其B1900.0坐标为赤經7h 54m 0.1s，赤緯+13° 20.99′ 51″。